# Rachel Ruto
Pour les articles homonymes, voir Ruto.
Rachel Ruto, parfois surnommée Mama Rachel, est une enseignante et militante kényane pour les droits des femmes, née le 20 novembre 1968 à Likuyani (comté de Kakamega). En tant qu'épouse du président kényan William Ruto, elle est la Première dame du Kenya depuis septembre 2022.  
Chrétienne évangélique très croyante, elle est régulièrement qualifiée de « prayer warrior (en) » et organise de nombreuses prêches au sein de la résidence présidentielle, provoquant des critiques dans la presse dénonçant ces pratiques dans le cadre d'un État laïc comme le Kenya.

## Biographie

### Jeunesse et mariage avec William Ruto
Rachel Ruto naît le 20 novembre 1968 à Likuyani, dans le comté de Kakamega (ouest du Kenya),. C'est la cinquième enfant de sa famille. Son père, Samuel Kimetto, travaillait auparavant dans une ferme de colons blancs à Kabenes, avant d'acheter un terrain à Likuyani en 1966. En 1985, la famille déménage à Sugoi, dans le comté de Uasin Gishu.
Chrétienne évangélique très pratiquante, elle passe l'essentiel de son temps libre à l'église de Sugoi. C'est là qu'au cours des années 1980, sa grande sœur Lydia Kimetto lui présente William Ruto, avec qui elle commence une relation amoureuse,. 
Pendant les années 1990, elle part faire ses études à l'université Kenyatta, où elle obtient une licence en éducation. Elle se met à enseigner à Marakwet, mais arrête rapidement sa carrière pour devenir mère au foyer après son mariage avec William Ruto en 1991. Ils ont ensemble 7 enfants,. En 2011, elle reprendra ses études à l'Université catholique d'Afrique de l'Est (en) où elle décrochera un Master of Arts.
Bien qu'ayant abandonné sa carrière d'enseignante, Rachel Ruto devient par la suite entrepreneuse, investissant dans le secteur du tourisme, de l'agriculture et de l'immobilier. En 2009, elle créé également la Joyful Women Organization (JOYWO), dont le but est de lutter contre la pauvreté des femmes.

### Notoriété et Première dame

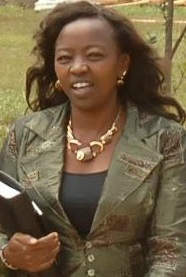
Rachel Ruto en 2014.

Rachel Ruto accède à la notoriété à partir de 2013, quand son mari William Ruto devient vice-président du Kenya sous la présidence d'Uhuru Kenyatta. 
Pendant cette période, elle se met à militer activement pour les droits des femmes, notamment à travers son ONG, la Joyful Women Organization (JOYWO). Pour son engagement, elle reçoit l'« International Honorary Fellowship Award On Women Empowerment » de la Binary University (Malaisie) en janvier 2014.
Elle s'investit également dans la promotion d'un mode de vie sain, lançant l'initiative « Mama Cycling » pour promouvoir la pratique du vélo.
Le 13 septembre 2022, après l'accession de son époux à la présidence de la République, elle devient officiellement la Première dame du Kenya.

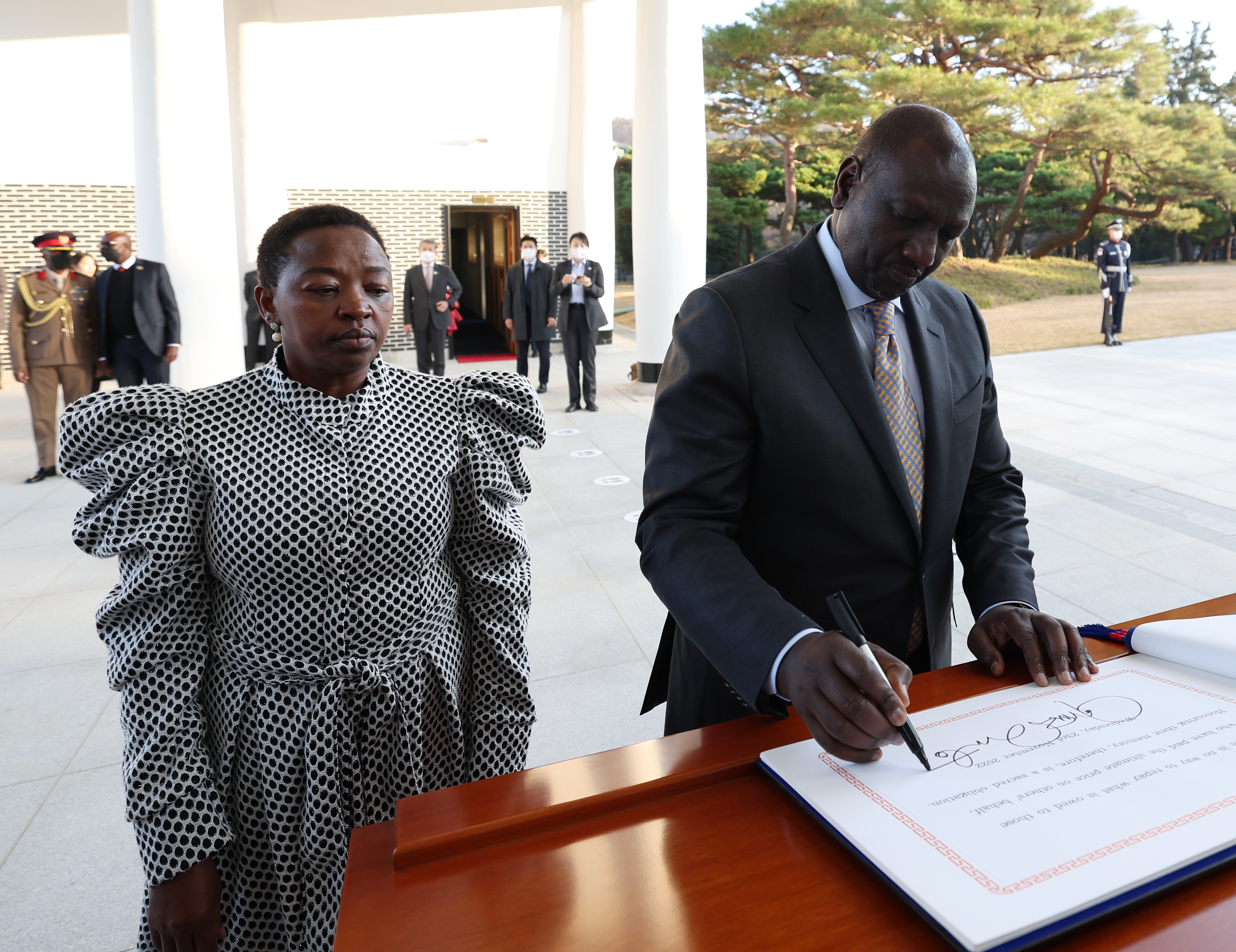
Rachel Ruto avec son époux William Ruto lors d'une visite officielle à Séoul (Corée du Sud) en novembre 2022.

Très religieuse, elle est souvent qualifiée de « prayer warrior (en) » (« guerrière de la prière ») par la presse. Son mari William Ruto, lui aussi très croyant, attribue sa réussite politique à la dévotion religieuse de sa femme. En tant que Première dame, elle organise des prêches évangéliques toutes les semaines pour les employés de la State House (la résidence présidentielle), ainsi que des « actions de grâce » tous les mois,. Cette initiative provoque plusieurs critiques, notamment du quotidien The Standard, soulignant le danger que ces prières représentent pour le caractère laïc de l'État kényan,.
En février 2023, elle annonce la création d'un « Bureau de la diplomatie religieuse » (Faith Diplomacy Office) au sein du Bureau de la Première dame, afin de « diffuser une culture de prière » tout en promouvant la paix et la cohésion nationale à travers un retour aux valeurs traditionnelles,. 
En mars 2023, à la suite de l'interdiction faite aux organisations LGBT par la Cour suprême de s'immatriculer officiellement, elle appelle à des prières nationales contre l'homosexualité, considérant qu'il s'agit d'une menace envers les valeurs familiales et la culture africaine,.